# Rödfotad skogssköldpadda
Rödfotad skogssköldpadda (Chelonoidis carbonaria) är en sköldpadda som tillhör familjen landsköldpaddor. Den lever på gränsen mellan regnskog och gräsmarker i Sydamerika och södra Centralamerika. Rödfotad skogssköldpadda är en av de sköldpaddsarter som är populära att hålla i terrarium, bland annat på grund av dess utseende med klart färgade fläckar på huvudet och fötterna.

## Kännetecken
Den rödfotade skogssköldpaddan indelas inte i några underarter, men inom utbredningsområdet finns olika former med vissa skillnader i utseende och storlek. Skillnader i storlek och form på ryggsköld och buksköld förekommer även mellan könen. Generellt blir hanarna oftast lite större än honorna och angående sköldformen finns den skillnaden att hanens buksköld är konkav för att underlätta parning. Hanen har också längre svans än honan.
Ryggsköld är vanligen mörkt brun till svartbrun med en ljusare lite gulaktig fläck i mitten på varje plåt och ljusare lite gulaktiga fläckar kan också finnas längs med ryggsköldens kant. Ryggskölden är välvd med platt ovansida och relativt långsträckt, särskilt hos vuxna hanarna. Bukplåten är blekt till mörkt gulaktig och beroende på geografisk form förekommer olika mönstring och ibland även mörkare färg. På huvud och ben förekommer färgade fjäll som beroende på geografisk form går i nyanser från blekt gult till orangeaktigt rött.
Längden på ryggskölden hos en fullvuxen sköldpadda kan vara upp till omkring 40 centimeter och den kan nå en vikt på upp mot 10 kilogram.

## Utbredning
Rödfotad skogssköldpadda förekommer i delar av Panama, Colombia, Venezuela, Guyana, Surinam, Franska Guyana, Brasilien, Peru, Bolivia, Paraguay och nordligaste Argentina. Den lever i utkanten av skogar och i gränsområden med skog och öppnare gräsmarker och undviker täta skogar (den saknas till exempel i stort sett i Amazonasbäckenet). Därtill har den införts till flera karibiska öar.

## Levnadssätt
Den rödfotade skogssköldpaddan livnär sig huvudsakligen på växtdelar och frukt men den kan också äta på kadaver om den hittar ett. Fortplantning kan ske året runt. Hanarna kan konkurrera om honorna och uppvisar då som en del i kraftmätningen ett rituellt beteende med kraftiga huvudnickningar. Hur många ägg honan lägger beror på hennes storlek och ålder. Stora honor kan lägga upp till femton ägg. Mindre och yngre honor lägger färre ägg. Äggen läggs i en grop som honan gräver på en utsedd plats. Efter äggläggningen täcker honan över gropen. Någon annan omsorg om avkomman förekommer inte.